# Mistrovství světa v boxu žen 2012
VII. mistrovství světa v boxu žen proběhlo v Čchin-chuang-tao, Čína ve dnech 9. až 22. května 2012. Organizátorem turnaje mistrovství světa byla International Boxing Association (AIBA).

## Česká stopa
Šéftrenérka reprezentace: Eva Líšková
Na mistrovství světa startovaly za Česko 3 boxerky:
- −48 kg: Vladimíra Malíková (* 1991) z BC Praha
- −51 kg: Jana Juranová (* 1986) z SK Lady Box Brno
- −64 kg: Martina Schmoranzová (* 1987) z SK Boxing Praha

## Výsledky
| Ženy   | Zlato                      | Stříbro                     | Bronz                        | Bronz                        |
| ------ | -------------------------- | --------------------------- | ---------------------------- | ---------------------------- |
| –48 kg | Josie Gabucová (PHI)       | Sü Š'-čchi (CHN)            | Nazym Kyzajbajová (KAZ)      | Svetlana Gněvanovová (RUS)   |
| –51 kg | Žen Cchan-cchan (CHN)      | Nicola Adamsová (ENG)       | Karolina Michalczuková (POL) | Jelena Saveljevová (RUS)     |
| –54 kg | Alexandra Kulešovová (RUS) | Terry Gordiniová (ITA)      | Christina Cruzová (USA)      | Liou Kche-ťia (CHN)          |
| –57 kg | Tiara Brownová (USA)       | Sandra Kruková (POL)        | Svetlana Kamenovová (BUL)    | Elizabeth Whitesideová (ENG) |
| –60 kg | Kathleen Taylorová (IRL)   | Sofija Očigavaová (RUS)     | Mavzuna Čorijevová (TJK)     | Natasha Jonasová (ENG)       |
| –64 kg | Pak Kjong-ok (PRK)         | Magdalena Stelmachová (POL) | Darija Abramovová (RUS)      | Mikaela Mayerová (USA)       |
| –69 kg | Marija Badulinová (UKR)    | Raquel Millerová (USA)      | Marichelle de Jongová (NED)  | Irina Potějevová (RUS)       |
| –75 kg | Savannah Marshallová (ENG) | Jelena Vystropovová (AZE)   | Anna Laurellová (SWE)        | Naděžda Torlopovová (RUS)    |
| –81 kg | Jüan Mej-čching (CHN)      | Franchon Crewsová (USA)     | Svetlana Kosovová (RUS)      | Tímea Nagyová (HUN)          |
| +81 kg | Li Jün-fej (CHN)           | Juldus Mamatkulovová (KAZ)  | Irina Siněcká (RUS)          | Kavita Chahalová (IND)       |

## Medailová bilance
V boxu se rozdělilo celkem 10 sad medailí.
| Pořadí | Stát                |       | Muži    | Muži  | Muži | Celkem |
| Pořadí | Stát                | Zlato | Stříbro | Bronz |      | Celkem |
| ------ | ------------------- | ----- | ------- | ----- | ---- | ------ |
| 1.     | Čína (CHN)          |       | 3       | 1     | 1    | 5      |
| 2.     | USA (USA)           |       | 1       | 2     | 2    | 5      |
| 3.     | Rusko (RUS)         |       | 1       | 1     | 7    | 9      |
| 4.     | Anglie (ENG)        |       | 1       | 1     | 2    | 4      |
| 5.     | Irsko (IRL)         |       | 1       | 0     | 0    | 1      |
| 5.     | Severní Korea (PRK) |       | 1       | 0     | 0    | 1      |
| 5.     | Filipíny (PHI)      |       | 1       | 0     | 0    | 1      |
| 5.     | Ukrajina (UKR)      |       | 1       | 0     | 0    | 1      |
| 9.     | Polsko (POL)        |       | 0       | 2     | 1    | 3      |
| 10.    | Kazachstán (KAZ)    |       | 0       | 1     | 1    | 2      |
| 11.    | Ázerbájdžán (AZE)   |       | 0       | 1     | 0    | 1      |
| 11.    | Itálie (ITA)        |       | 0       | 1     | 0    | 1      |
| 13.    | Bulharsko (BUL)     |       | 0       | 0     | 1    | 1      |
| 13.    | Maďarsko (HUN)      |       | 0       | 0     | 1    | 1      |
| 13.    | Nizozemsko (NED)    |       | 0       | 0     | 1    | 1      |
| 13.    | Švédsko (SWE)       |       | 0       | 0     | 1    | 1      |
| 13.    | Tádžikistán (TJK)   |       | 0       | 0     | 1    | 1      |
| 13.    | Indie (IND)         |       | 0       | 0     | 1    | 1      |
| Celkem | Celkem              |       | 10      | 10    | 20   | 40     |